# 정글박스
《정글박스》는 38℃ 애니메이션 스튜디오와 CJ ENM에서 만든 대한민국의 애니메이션으로, 2021년 5월 16일부터 10월 24일까지 투니버스에서 매주 일요일 오전 8시에 방영했다.

## 개요
온갖 괴짜 동물 친구들과 그중에 요란하고 유난스러운 인간 오글리가 살아가는 정글에서 어느 날 하늘에서 떨어진 박스 안에 있는 엉뚱한 물건들에 의해 벌어지는 기상천외한 일을 그린 애니메이션.

## 등장인물
- 오글리: 부모가 누군지 태생이 어떻게 되는지 알수없는 13살의 남자아이.인간 이지만 야생에서 태어난 인간 인지라 인간의 말을 할 수 없다. 갓난아기 시절에 발로우라는 몸집이 엄청나게 거대하고 괴력이 엄청나게 강한 30살의 늙은 거대불곰에게 교육을 받으며 키워졌다.
- 발로우: 몹집이 엄청나게 거대하고 괴력이 엄청나게 강한 30살의 늙은 거대불곰.오글리를 어릴적부터 남모르게 키웠으며 오글리를 키운지 13년이 되었다. 몹집이 엄청나게 거대한 만큼 괴력도 엄청나게 강하다. 주먹으로 눈에 보이는 것들을 때릴때 주먹으로 때린 것들이 모두 부서져 산산조각이 나서 종이가루가 된다. 무섭게 생긴 외모와는 달리 겁이많고 성격이 여성스럽다.
- 진따: 장난기 많은 개구쟁이 원숭이.오글리와 함께 장난을 치지만 마지막엔 오글리와 함께 장난을 치다가 역관광 당한다.
- 팽그리: 작고 빈약한 꼬마펭귄.친구들의 장난에 매일 당하며 사는 동네북이다.
- 반반: 표정이 변하지 않는 멍청한 수탉.주인공 일행 중에서 가장 멍청하다. 하지만 운수는 주인공 일행 중에서 가장 좋은편이다.

## 목소리 출연
- 홍범기: 오글리, 발로우, 진따, 다양한캐릭터
- 강시현: 팽그리, 다양한캐릭터
- 이상호: 팽그리, 다양한캐릭터
- 신용우: 팽그리, 다양한캐릭터
- 엄상현: 팽그리, 다양한캐릭터
- 남도형: 다양한캐릭터
- 양정화: 다양한캐릭터
- 정주원: 다양한캐릭터
- 전태열: 다양한캐릭터

## 방영 목록
| 회차        | 제목               | 방송 일자        |
| ----------- | ------------------ | ---------------- |
| 1화         | 귀여운 소리 막대기 | 2021년 5월 16일  |
| 2화         | 슈퍼볼             | 2021년 5월 16일  |
| 3화         | 스토커             | 2021년 5월 16일  |
| 4화         | 코털의 유혹        | 2021년 5월 16일  |
| 5화         | 냉장고             | 2021년 5월 16일  |
| 6화         | 방귀 열매          | 2021년 5월 16일  |
| 7화         | 해적통             | 2021년 5월 16일  |
| 8화         | 포탈건             | 2021년 5월 16일  |
| 9화         | 슈퍼 프루츠        | 2021년 5월 23일  |
| 10화        | 뽁뽁이 중독        | 2021년 5월 23일  |
| 11화        | 청소로봇           | 2021년 5월 23일  |
| 12화        | 팔씨름의 왕        | 2021년 5월 23일  |
| 13화        | 치명적인 게임기    | 2021년 5월 30일  |
| 14화        | 탄산소다           | 2021년 5월 30일  |
| 15화        | 복수닭!            | 2021년 5월 30일  |
| 16화        | 풍선껌             | 2021년 5월 30일  |
| 17화        | 바람의 춤선생      | 2021년 6월 6일   |
| 18화        | 뽁뽁이 신발        | 2021년 6월 6일   |
| 19화        | 딸꾹질             | 2021년 6월 6일   |
| 20화        | 손님               | 2021년 6월 6일   |
| 21화        | 로봇개             | 2021년 6월 13일  |
| 22화        | 인삼의 사랑 1      | 2021년 6월 13일  |
| 23화        | 인삼의 사랑 2      | 2021년 6월 13일  |
| 24화        | 맨인블랙           | 2021년 6월 13일  |
| 25화        | 에나벨             | 2021년 6월 20일  |
| 26화        | 시한폭탄           | 2021년 6월 20일  |
| 27화        | 두더지 게임        | 2021년 6월 20일  |
| 28화        | 백일몽             | 2021년 6월 20일  |
| 29화        | 결투               | 2021년 6월 27일  |
| 30화        | 고무 장갑          | 2021년 6월 27일  |
| 31화        | 병아리?!           | 2021년 6월 27일  |
| 32화        | 숨바꼭질           | 2021년 6월 27일  |
| 33화        | 악마의 요리사      | 2021년 7월 4일   |
| 34화        | 충치               | 2021년 7월 4일   |
| 35화        | 암내               | 2021년 7월 4일   |
| 36화        | 질투               | 2021년 7월 4일   |
| 37화        | 강력 접착제        | 2021년 7월 11일  |
| 38화        | 첫 양치질          | 2021년 7월 11일  |
| 39화        | 시간 리모콘        | 2021년 7월 11일  |
| 40화        | 잃어버린 호루라기  | 2021년 7월 11일  |
| 41화        | 여드름의 유혹      | 2021년 7월 18일  |
| 42화        | 젊음의 연못        | 2021년 7월 18일  |
| 43화        | 빨간 구두          | 2021년 7월 18일  |
| 44화        | 장난감 병정        | 2021년 7월 18일  |
| 45화        | 개구리 왕자        | 2021년 7월 25일  |
| 46화        | 쌈닭               | 2021년 7월 25일  |
| 47화        | 피자 모자라        | 2021년 7월 25일  |
| 48화        | 인형뽑기           | 2021년 7월 25일  |
| 49화        | 식스센스           | 2021년 8월 1일   |
| 50화        | 에어리언           | 2021년 8월 1일   |
| 51화        | 인셉션             | 2021년 8월 1일   |
| 52화        | 납치상자           | 2021년 8월 1일   |
| 53화        | 전격 살충기        | 2021년 8월 8일   |
| 54화        | 나만의 비데        | 2021년 8월 8일   |
| 55화        | 독버섯             | 2021년 8월 8일   |
| 56화        | 좀비 손님          | 2021년 8월 8일   |
| 57화        | 성스러운 구멍      | 2021년 8월 15일  |
| 58화        | 잠수 헬멧          | 2021년 8월 15일  |
| 59화        | 로데오 머신        | 2021년 8월 15일  |
| 60화        | 나 혼자 산다       | 2021년 8월 15일  |
| 61화        | 키스 립스틱        | 2021년 8월 22일  |
| 62화        | 용의자             | 2021년 8월 22일  |
| 63화        | 체인지             | 2021년 8월 22일  |
| 64화        | 아기 돌보미        | 2021년 8월 22일  |
| 65화        | 바디 필로우        | 2021년 8월 29일  |
| 66화        | 늪                 | 2021년 8월 29일  |
| 67화        | 타임 루프          | 2021년 8월 29일  |
| 68화        | 속임수             | 2021년 8월 29일  |
| 69화        | 간지럼             | 2021년 9월 5일   |
| 70화        | 두둥탁             | 2021년 9월 5일   |
| 71화        | 제트 엔진          | 2021년 9월 5일   |
| 72화        | 식물               | 2021년 9월 5일   |
| 73화        | 뻐꾸기 시계        | 2021년 9월 12일  |
| 74화        | 리프트             | 2021년 9월 12일  |
| 75화        | 금도끼 은도끼      | 2021년 9월 12일  |
| 76화        | 사우나             | 2021년 9월 12일  |
| 77화        | 노트북             | 2021년 9월 19일  |
| 78화        | 나홀로 크리스마스  | 2021년 9월 19일  |
| 79화        | 기생충             | 2021년 9월 19일  |
| 80화        | 합체               | 2021년 9월 19일  |
| 81화        | 고스트             | 2021년 9월 26일  |
| 82화        | 잃어버린 바나나    | 2021년 9월 26일  |
| 83화        | 저주의 비디오      | 2021년 9월 26일  |
| 84화        | 펭그리의 연인      | 2021년 9월 26일  |
| 85화        | 슈퍼 히어로        | 2021년 10월 3일  |
| 86화        | 온천               | 2021년 10월 3일  |
| 87화        | 쓰레기 전쟁        | 2021년 10월 3일  |
| 88화        | 방귀 주머니        | 2021년 10월 3일  |
| 89화        | 빵 굽기            | 2021년 10월 10일 |
| 90화        | 재채기             | 2021년 10월 10일 |
| 91화        | 금사빠 에나벨      | 2021년 10월 10일 |
| 92화        | 드래곤볼           | 2021년 10월 10일 |
| 93화        | 심장아 나대지마    | 2021년 10월 17일 |
| 94화        | 트램폴린           | 2021년 10월 17일 |
| 95화        | 중독               | 2021년 10월 17일 |
| 96화        | 국경선             | 2021년 10월 17일 |
| 97화        | 타로카드           | 2021년 10월 24일 |
| 98화        | 인어공주 레시피    | 2021년 10월 24일 |
| 99화        | 버섯               | 2021년 10월 24일 |
| 최종화(100) | 피냐타             | 2021년 10월 24일 |